# Джим Осборн (тенісист)
Джим Осборн (англ. Jim Osborne; нар. 1 лютого 1945) — колишній американський тенісист.
Найвищим досягненням на турнірах Великого шолома був півфінал в парному розряді.

## Фінали за кар'єру

### Парний розряд (7–3)
| Результат | W-L | Дата     | Турнір                          | Покриття   | Партнер       | Суперники                              | Рахунок       |
| --------- | --- | -------- | ------------------------------- | ---------- | ------------- | -------------------------------------- | ------------- |
| Поразка   | 0–1 | Вер 1969 | Лос-Анджелес, США               | Тверде     | Джим Макманус | Панчо Гонсалес Роналд Голмберг         | 3–6, 4–6      |
| Поразка   | 0–2 | Сер 1970 | Меріон, США                     | Тверде     | Джим Макманус | Білл Боурі Рей Раффелз                 | 6–3, 2–6, 5–7 |
| Перемога  | 1–2 | Лип 1971 | Клеммонс, США                   | Ґрунт      | Джим Макманус | Джефф Остін Джиммі Коннорс             | 6–2, 6–4      |
| Перемога  | 2–2 | Сер 1971 | Колумбус, США                   | Тверде     | Джим Макманус | Джиммі Коннорс Роско Теннер            | 4–6, 7–5, 6–2 |
| Перемога  | 3–2 | Сер 1971 | Меріон, США                     | Тверде     | Кларк Гребнер | Роберт Маккінлі Дік Стоктон (тенісист) | 7–6, 6–3      |
| Перемога  | 4–2 | Вер 1971 | Сакраменто, США                 | Тверде     | Джим Макманус | Боб Мод Фрю Макміллан                  | 7–6, 6–3      |
| Перемога  | 5–2 | Лют 1972 | Де-Мойн, США                    | Килим (i)  | Джим Макманус | Жорж Говен Томас Кош                   | 6–2, 6–3      |
| Перемога  | 6–2 | Лют 1972 | Лос-Анджелес, США               | Тверде (i) | Джим Макманус | Іліє Настасе Йон Ціріак                | 6–2, 5–7, 6–4 |
| Перемога  | 7–2 | Чер 1972 | Лондон/Queen's, Велика Британія | Трава      | Джим Макманус | Юрген Фассбендер Карл Майлер           | 4–6, 6–3, 7–5 |
| Поразка   | 7–3 | Лип 1972 | Tanglewood, США                 | Ґрунт      | Джим Макманус | Боб Г'юїтт Ендрю Паттісон              | 4–6, 4–6      |